# جونفييه بيسالا
جونفييه بيسالا (بالفرنسية: Janvier Besala Bokungu)‏ هو لاعب كرة قدم كونغولي من مواليد 30 يناير 1989 بمدينة كينشاسا، يشغل مركز مدافع بنادي الترجي التونسي.

## روابط خارجية
- جونفييه بيسالا على موقع قاعدة بيانات كرة القدم.إي يو (الإنجليزية)
- جونفييه بيسالا على موقع ناشيونال فوتبول تيمز (الإنجليزية)